# 민주지산로
민주지산로(Minjujisan-ro)는 전북특별자치도 무주군 설천면 무항삼거리에서 충청북도 영동군 황간면 소계삼거리까지 잇는 도로이다.

## 주요 경유지
전북특별자치도
- 무주군 설천면

충청북도
- 영동군 (용화면 - 상촌면 - 황간면)

## 노선
| 이름         | 접속 노선              | 소재지                      | 소재지                        | 비고                    |
| ------------ | ---------------------- | --------------------------- | ----------------------------- | ----------------------- |
| 무항삼거리   | 국도 제30호선 (무설로) | 무주군                      | 설천면                        |                         |
| 남대천교     |                        | 무주군                      | 설천면                        |                         |
|              | 영동군                 | 용화면                      |                               |                         |
| 용화교       | 영동군                 | 용화면                      |                               |                         |
| 용화삼거리   | 영동군                 | 용화면                      | 지방도 제505호선 (용화양강로) |                         |
| 평촌교       | 영동군                 | 용화면                      |                               |                         |
| 도마령       | 영동군                 | 용화면                      |                               |                         |
| 하도대삼거리 | 영동군                 | 물한계곡로                  | 상촌면                        |                         |
| 상촌삼거리   | 영동군                 | 지방도 제901호선 (상촌로)   | 상촌면                        | 지방도 제901호선과 중복 |
| 돈대교       | 영동군                 |                             | 상촌면                        | 지방도 제901호선과 중복 |
| 돈대삼거리   | 영동군                 | 신탄로                      | 상촌면                        | 지방도 제901호선과 중복 |
| 매곡삼거리   | 영동군                 | 지방도 제514호선 (괘방령로) | 상촌면                        | 지방도 제901호선과 중복 |
| 소계교       | 영동군                 |                             | 황간면                        | 지방도 제901호선과 중복 |
| 소계삼거리   | 영동군                 | 소계로                      | 황간면                        | 지방도 제901호선과 중복 |

## 주요 건물 및 시설
- 용화면 행정복지센터 (민주지산로 111/용화리 514-3)
- 상촌리마을회관 (민주지산로 897/조동리 231)
- S-OIL 삼도봉주유소 (민주지산로 2975/임산리 302-1)
- 농협 황간농협하나로마트 상촌점 (민주지산로 2979/임산리 303-6)
- 농협 황간농협 상촌지점 (민주지산로 2989/임산리 303)
- GS칼텍스 상촌주유소 (민주지산로 2993/임산리 352-6)
- GS25 영동상촌점 (민주지산로 2995/임산리 352-1)
- 새마을금고 영동새마을금고 상촌점 (민주지산로 3011/임산리 349-31)
- 영동상촌우체국 (민주지산로 3025/임산리 326-4)
- 상촌면119지역대 (민주지산로 3061/임산리 707-59)
- 매곡치안센터 (민주지산로 3571/노천리 627-1)
- 매곡전담의용소방대 (민주지산로 3577/노천리 637-3)
- GS칼텍스 매곡주유소 (민주지산로 3582/노천리 66-19)
- 매곡면 행정복지센터 (민주지산로 3595/노천리 61-5)
- 매곡초등학교 (민주지산로 3609/노천리 53-1)
- GS칼텍스 대양주유소 (민주지산로 3685/노천리 213-1)